# Lily Branscombe
Lillian Rodman, conocida como Lily Branscombe (Carterton, 28 de febrero de 1876-San Francisco, 26 de septiembre de 1970) fue una actriz cinematográfica neozelandesa, cuya trayectoria artística se desarrolló en los Estados Unidos en la época del cine mudo.

## Biografía
Su verdadero nombre era Lillian Rodman, y nació en Carterton, Nueva Zelanda. En 1911, a los treinta y cinco años de edad, debutó en la pantalla estadounidense con el film Pals, una cinta producida por Essanay Studios. Fue la primera de las 42 películas rodadas por ella en poco más de un año. Se retiró a finales de 1912. Entre los intérpretes con los que trabajó destaca Francis X. Bushman, con el cual formó, durante un breve período, una popular pareja cinematográfica.
Sus últimas películas, producidas siempre por Essanay, como todas las que interpretó a lo largo de su carrera, fueron dos filmes rodados en 1912 y estrenados en enero de 1913: Alkali Ike in Jayville, en el que interpretaba a la madre de la joven protagonista, y The Road of Transgression, en la que trabajó con E.H. Calvert.
Casada con Herbert Ashton Sr., del cual quedaría viuda, fue madre de Herbert Ashton, que también se dedicó a la actuación.
Lily Branscombe falleció en 1970, a los noventa y cuatro años de edad, en San Francisco, California, por un ataque al corazón.

## Filmografía completa
- Pals (1911)
- He Fought for the U.S.A. (1911)
- The Empty Saddle (1911)
- The Quinceville Raffle (1911)
- The Goodfellow's Christmas Eve (1911)
- A Brother's Error (1912)
- The Hospital Baby (1912)
- The Melody of Love (1912)
- The Turning Point (1912)
- Out of the Depths (1912)
- The Clue (1912)
- In Quarantine (1912)
- The Legacy of Happiness (1912)
- Billy Changes His Mind (1912)
- The Mis-Sent Letter (1912)
- Down Jayville Way (1912)
- Mr. Tibbs' Cinderella (1912)
- Her Hour of Triumph, de Archer MacMackin (1912)
- The Old Wedding Dress (1912)
- An Adamless Eden (1912)
- Her Adopted Father (1912)
- Three to One (1912)
- Back to the Old Farm (1912)
- The Listener's Lesson (1912)
- The Love Test (1912)
- A Little Louder, Please! (1912)
- Well Matched (1912)
- Terrible Teddy (1912)
- A Mistaken Calling (1912)
- The Grassville Girls (1912)
- The Snare, de Theodore Wharton (1912)
- The Warning Hand (1912)
- Bringing Father Around (1912)
- Miss Simkins' Summer Boarder (1912)
- The Letter (1912)
- The Moving Finger (1912)
- The House of Pride, de Jack Conway (1912)
- Mr. Up's Trip Tripped Up (1912)
- The Scheme (1912)
- Mr. Hubby's Wife (1912)
- The Stain (1912)
- Alkali Ike in Jayville, de E. Mason Hopper (1913)
- The Road of Transgression (1913)